# Rousson (Yonne)
Pour les articles homonymes, voir Rousson.
Rousson est une commune française située dans le département de l'Yonne en région Bourgogne-Franche-Comté.

## Géographie

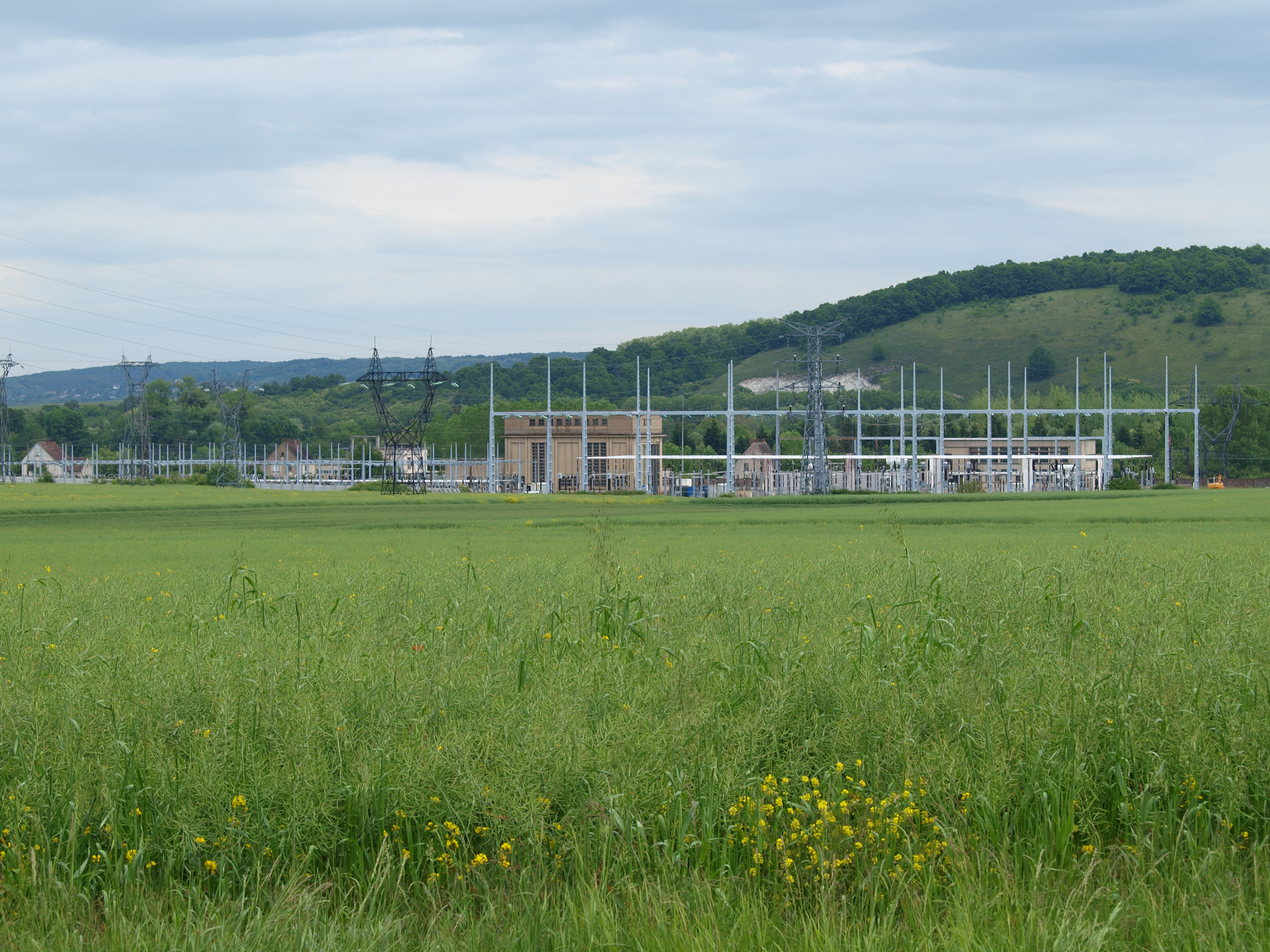
Sous-station électrique dans la campagne de Rousson.

### Climat
Pour des articles plus généraux, voir Climat de la Bourgogne-Franche-Comté et Climat de l'Yonne.
En 2010, le climat de la commune est de type climat océanique dégradé des plaines du Centre et du Nord, selon une étude du Centre national de la recherche scientifique s'appuyant sur une série de données couvrant la période 1971-2000. En 2020, Météo-France publie une typologie des climats de la France métropolitaine dans laquelle la commune est exposée à un climat océanique altéré et est dans la région climatique  Nord-est du bassin Parisien, caractérisée par un ensoleillement médiocre, une pluviométrie moyenne régulièrement répartie au cours de l’année et un hiver froid (3 °C). 
Pour la période 1971-2000, la température annuelle moyenne est de 11,3 °C, avec une amplitude thermique annuelle de 16,1 °C. Le cumul annuel moyen de précipitations est de 696 mm, avec 11,2 jours de précipitations en janvier et 7,5 jours en juillet. Pour la période 1991-2020, la température moyenne annuelle observée sur la station météorologique de Météo-France la plus proche, « Sens », sur la commune de Sens à 12 km à vol d'oiseau, est de 11,9 °C et le cumul annuel moyen de précipitations est de 644,7 mm. 
La température maximale relevée sur cette station est de 42,4 °C, atteinte le 25 juillet 2019 ; la température minimale est de −22,6 °C, atteinte le 14 février 1956,,. 
Les paramètres climatiques de la commune ont été estimés pour le milieu du siècle (2041-2070) selon différents scénarios d'émission de gaz à effet de serre à partir des nouvelles projections climatiques de référence DRIAS-2020. Ils sont consultables sur un site dédié publié par Météo-France en novembre 2022.

## Urbanisme

### Typologie
Au 1er janvier 2024, Rousson est catégorisée bourg rural, selon la nouvelle grille communale de densité à sept niveaux définie par l'Insee en 2022.
Elle est située hors unité urbaine. Par ailleurs la commune fait partie de l'aire d'attraction de Sens, dont elle est une commune de la couronne,. Cette aire, qui regroupe 65 communes, est catégorisée dans les aires de 50 000 à moins de 200 000 habitants,.

### Occupation des sols
L'occupation des sols de la commune, telle qu'elle ressort de la base de données européenne d’occupation biophysique des sols Corine Land Cover (CLC), est marquée par l'importance des territoires agricoles (71,6 % en 2018), une proportion sensiblement équivalente à celle de 1990 (72 %). La répartition détaillée en 2018 est la suivante : 
terres arables (68,7 %), forêts (14,6 %), zones urbanisées (7,8 %), zones industrielles ou commerciales et réseaux de communication (3,7 %), zones agricoles hétérogènes (2,9 %), eaux continentales (2,2 %). L'évolution de l’occupation des sols de la commune et de ses infrastructures peut être observée sur les différentes représentations cartographiques du territoire : la carte de Cassini (XVIIIe siècle), la carte d'état-major (1820-1866) et les cartes ou photos aériennes de l'IGN pour la période actuelle (1950 à aujourd'hui).

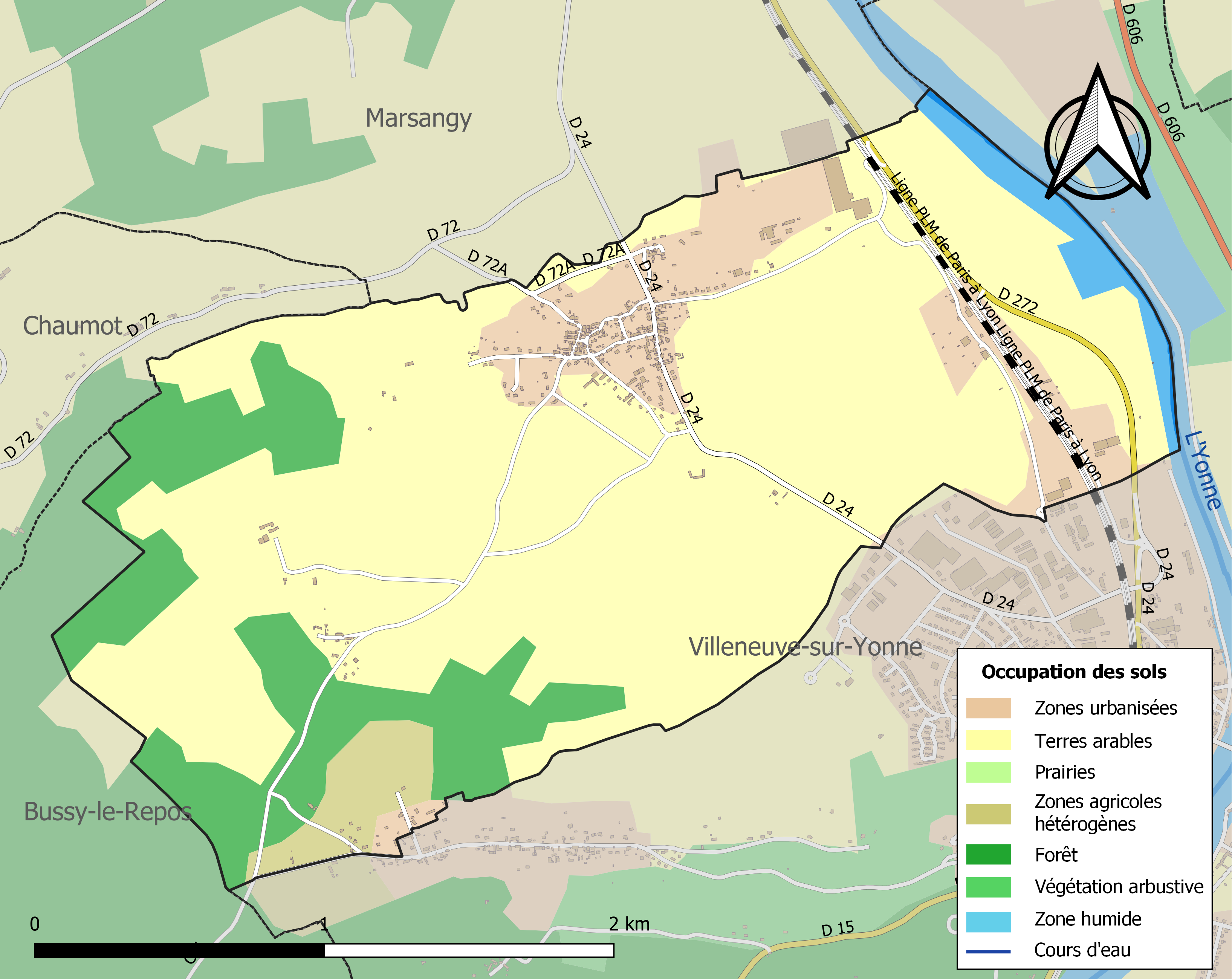
Carte des infrastructures et de l'occupation des sols de la commune en 2018 (CLC).

## Toponymie et Histoire
Le nom de Rousson pourrait remonter à un prototype celtique *Rosso-magos « marché sur la colline (ou le tertre), marché élevé ».
Le village est ancien sur la voie antique reliant Sens à Auxerre par la rive gauche de l'Yonne. La chapelle du Prieuré, datant du XIIe siècle en atteste. Un pagus roussontensis à l'époque mérovingienne est cité dans le Traité d'Andelot du VIIe siècle signé entre les rois Gontran Ier, roi de Burgondie et son neveu Childebert II, roi d'Austrasie.
Avant la création du département de l'Yonne, le 4 mars 1790, la moitié du département actuel appartenait au maréchal de Saxe (oncle de Louis XVI) qui possédait notamment des biens à Rousson en 1771-1792 et 1802-1806.

## Politique et administration

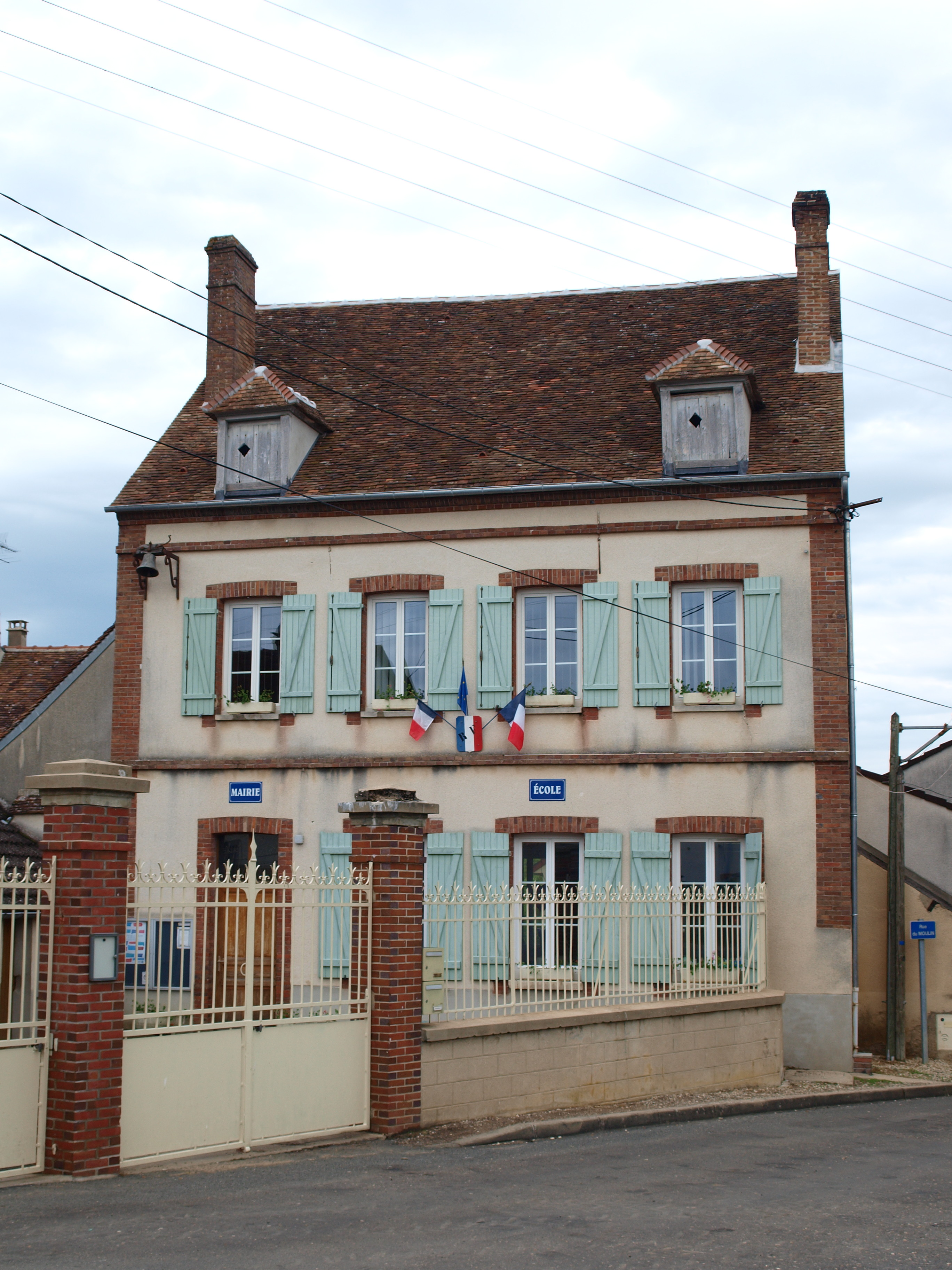
Mairie de Rousson.

| Période                                  | Période  | Identité          | Étiquette | Qualité |
| ---------------------------------------- | -------- | ----------------- | --------- | ------- |
| Les données manquantes sont à compléter. |          |                   |           |         |
| avant 1988                               | ?        | André Chamillard  |           |         |
|                                          |          | Ginette Desille   |           |         |
|                                          | 2014     | M. Claude Couard  |           |         |
| 2014                                     | En cours | Isabelle Boulmier |           |         |

## Démographie
L'évolution du nombre d'habitants est connue à travers les recensements de la population effectués dans la commune depuis 1793. Pour les communes de moins de 10 000 habitants, une enquête de recensement portant sur toute la population est réalisée tous les cinq ans, les populations de référence des années intermédiaires étant quant à elles estimées par interpolation ou extrapolation. Pour la commune, le premier recensement exhaustif entrant dans le cadre du nouveau dispositif a été réalisé en 2005.

En 2022, la commune comptait 386 habitants, en évolution de −5,16 % par rapport à 2016 (Yonne : −1,95 %, France hors Mayotte : +2,11 %).
| 1793 | 1800 | 1806 | 1821 | 1831 | 1836 | 1841 | 1846 | 1851 |
| ---- | ---- | ---- | ---- | ---- | ---- | ---- | ---- | ---- |
| 384  | 398  | 389  | 385  | 427  | 440  | 469  | 478  | 476  |

| 1856 | 1861 | 1866 | 1872 | 1876 | 1881 | 1886 | 1891 | 1896 |
| ---- | ---- | ---- | ---- | ---- | ---- | ---- | ---- | ---- |
| 456  | 454  | 426  | 447  | 431  | 434  | 411  | 358  | 330  |

| 1901 | 1906 | 1911 | 1921 | 1926 | 1931 | 1936 | 1946 | 1954 |
| ---- | ---- | ---- | ---- | ---- | ---- | ---- | ---- | ---- |
| 338  | 309  | 278  | 211  | 226  | 218  | 217  | 260  | 261  |

| 1962 | 1968 | 1975 | 1982 | 1990 | 1999 | 2005 | 2006 | 2010 |
| ---- | ---- | ---- | ---- | ---- | ---- | ---- | ---- | ---- |
| 236  | 292  | 326  | 336  | 330  | 381  | 372  | 369  | 410  |

| 2015 | 2020 | 2022 | - | - | - | - | - | - |
| ---- | ---- | ---- | - | - | - | - | - | - |
| 406  | 389  | 386  | - | - | - | - | - | - |

## Culture locale et patrimoine

### Lieux et monuments
- Église Saint-Pierre-aux-Liens[20]

Il s'agit d'une chapelle datant du XIIe siècle.

Monuments de Rousson.
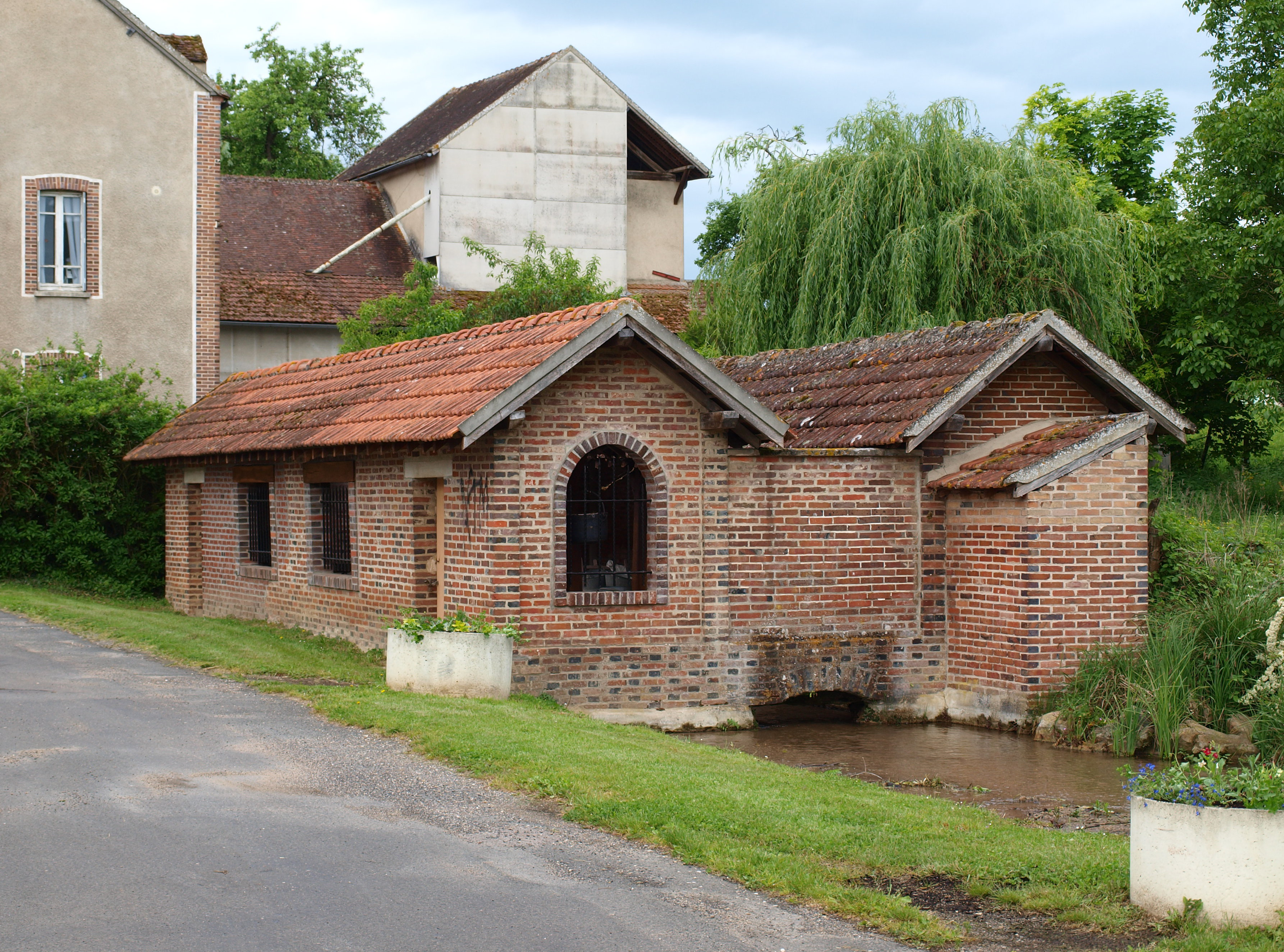
Lavoir.
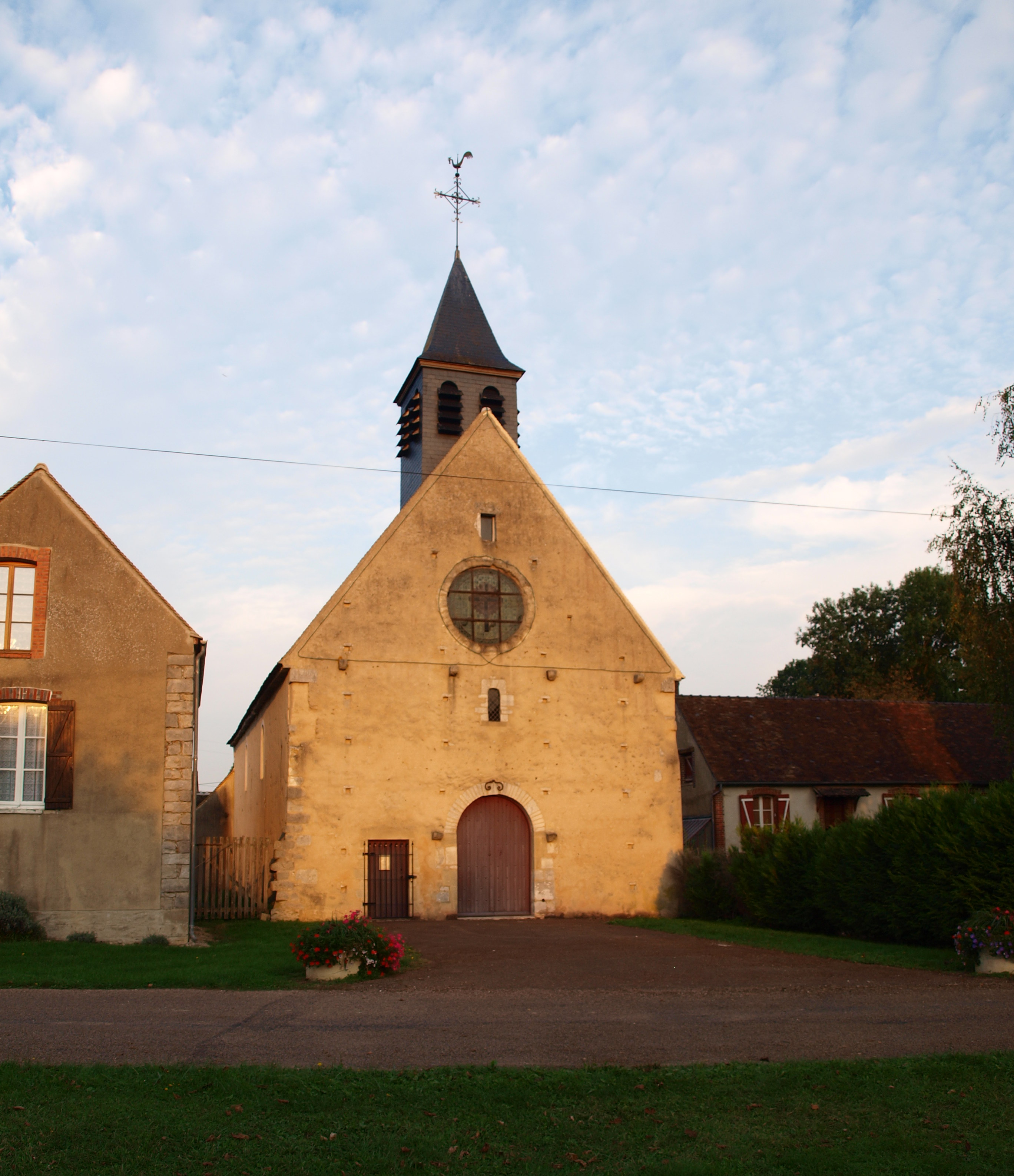
Façade de l'église.

## Héraldique
| Blason de Rousson | Blason  | D'argent à la jumelle ondée en bande d'azur accompagnée de deux arbres au naturel; à la bordure de gueules chargée d'une chaîne d'or en orle. |
| Blason de Rousson | Détails | Blason sur l'application PanneauPocket, 2025. Auteur(s)J.-F. Binon                                                                            |

## Pour approfondir